# Espejo
Espejo és una localitat de la província de Còrdova, Andalusia, Espanya.

## Història
En època iberoturdetana i romana, s'hi alçava la ciutat d'Ucubi, de gran importància per la seva situació estratègica. S'ha tingut coneixement de l'existència d'un recinte emmurallat. L'abastiment hidràulic es satisfeia a través d'un aqüeducte, del qual encara en romanen alguns vestigis a Nueva Carteya, Castro del Río i l'actual Espejo.

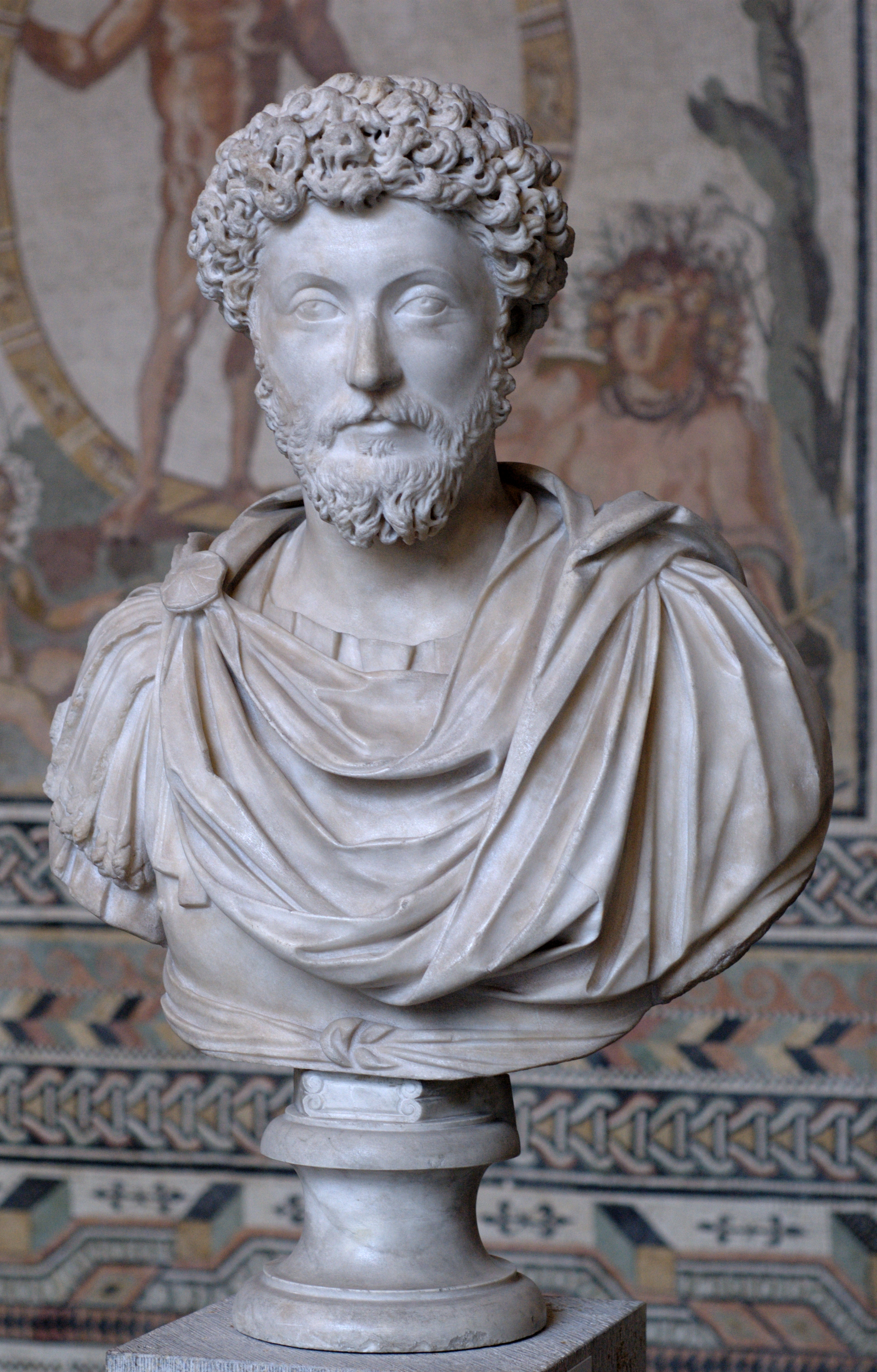
Bust de Marc Aureli, Marcus Aurelius Antoninus Augustus, emperador de Roma i filòsof estoic nascut a Roma, el 26 d'abril de 121 d.C.

En ocupar aquesta població ibera, els romans li canviaren nom a Attubi. Des del segle xvi els arqueòlegs n'han fet objecte d'estudi a partir de les inscripcions que s'hi han anat descobrint. Durant la batalla de Munda entre Juli Cèsar i Pompeu, Attubi donà suport a Juli Cèsar, que la recompensà fent-la colònia immune afegint el seu nom al topònim, "Claritas Julia". D'Attubi, l'actual Espejo, en procedia la família paterna de l'emperador romà Marc Aureli, nascut el 26 d'abril de l'any 121 dC.
Després del domini visigot i sota el poder musulmà, passà a anomenar-se al-qal'a, topònim àrab al·lusiu a la fortalesa que coronava l'emplaçament.
Més tard, sobre les torres derruïdes conegudes com a Torres de Pay Arias, un descendent d'aquesta família i propietari de la finca, Pay Arias de Castro, hi alçà un castell a finals del segle xiii.
El 1303, Ferran IV li concedí el privilegi de repoblació del lloc, que, per voluntat reial, passà a anomenar-se Espejo:
| « | ... y porque el su castiello a que solian decir Alcala a quien nos tovimos por bien mudar el nombre y quel digan Espeio | » |

El nom actual és una mala traducció del terme llatí Specula, que, com al-qal'a, vol dir fortalesa o castell.

## Demografia
| 1996  | 1998  | 1999  | 2000  | 2001  | 2002  | 2003  | 2004  | 2005  | 2006  |
| ----- | ----- | ----- | ----- | ----- | ----- | ----- | ----- | ----- | ----- |
| 4.065 | 4.023 | 3.998 | 3.963 | 3.920 | 3.884 | 3.840 | 3.821 | 3.797 | 3.749 |